# جوزف هریس
جوزف هریس (انگلیسی: Joseph Harris; ۲ اکتبر ۱۹۱۲ – ۱ ژانویهٔ ۱۹۷۴) قایقران روئینگ اهل کانادا بود.